# Xanthichthys greenei
Xanthichthys greenei là một loài cá biển thuộc chi Xanthichthys trong họ Cá bò da. Loài này được mô tả lần đầu tiên vào năm 2013.

## Từ nguyên
Từ định danh greenei được đặt theo tên của Brian D. Greene, thành viên của một đội lặn sâu đã phát hiện ra loài cá này, và cũng chính Greene là người đã thu thập các mẫu vật.

## Phân bố và môi trường sống
X. greenei mới chỉ được biết đến tại Kiritimati, một rạn san hô vòng thuộc chủ quyền của Kiribati trong quần đảo Line. Các mẫu vật được tìm thấy trên rạn san hô ở độ sâu khoảng 90–100 m.

## Mô tả
Chiều dài chuẩn lớn nhất được ghi nhận ở X. greenei là 15,4 cm, thuộc về mẫu định danh (cá đực).
X. greenei có màu xám nhạt. Lưng lốm đốm các chấm nâu. Màng nắp mang sẫm đen với 3 rãnh trên má có màu xanh lam. Vây lưng trước có màu nâu. Vây lưng sau và vây hậu môn có các tia màu nâu nhạt, màng vây phớt xanh. Vây đuôi có một dải lưỡi liềm màu đỏ ở sau, và hai thùy đuôi cũng được viền đỏ ở rìa.
Số gai ở vây lưng: 3; Số tia vây ở vây lưng: 29; Số gai ở vây hậu môn: 0; Số tia vây ở vây hậu môn: 25; Số tia vây ở vây ngực: 13–14; Số lược mang: 36.

## Hình ảnh
Dưới đây là hình ảnh của các mẫu phụ chuẩn (paratype) của X. greenei cũng do D. Greene thu thập:

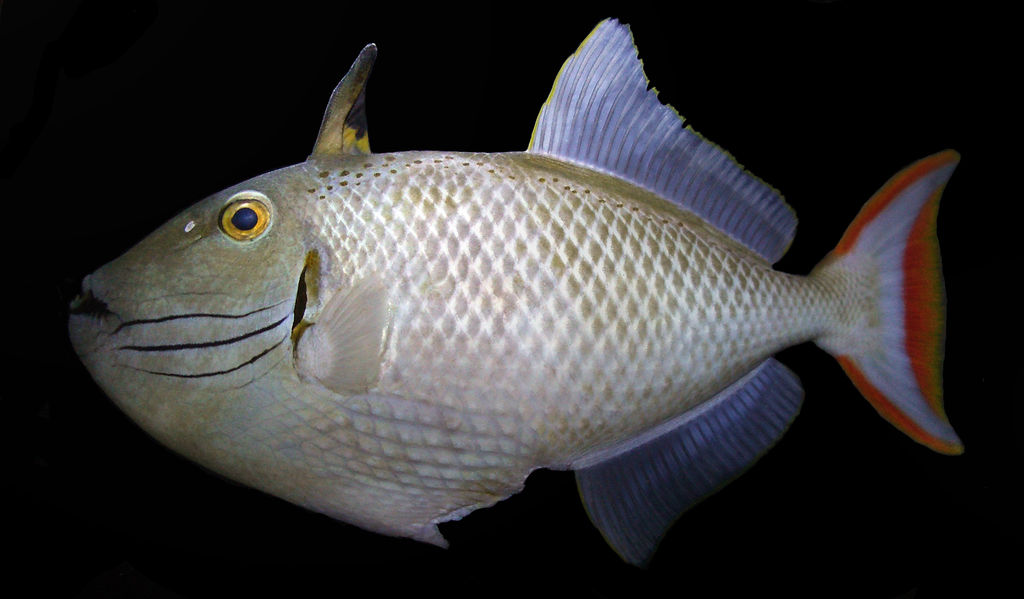
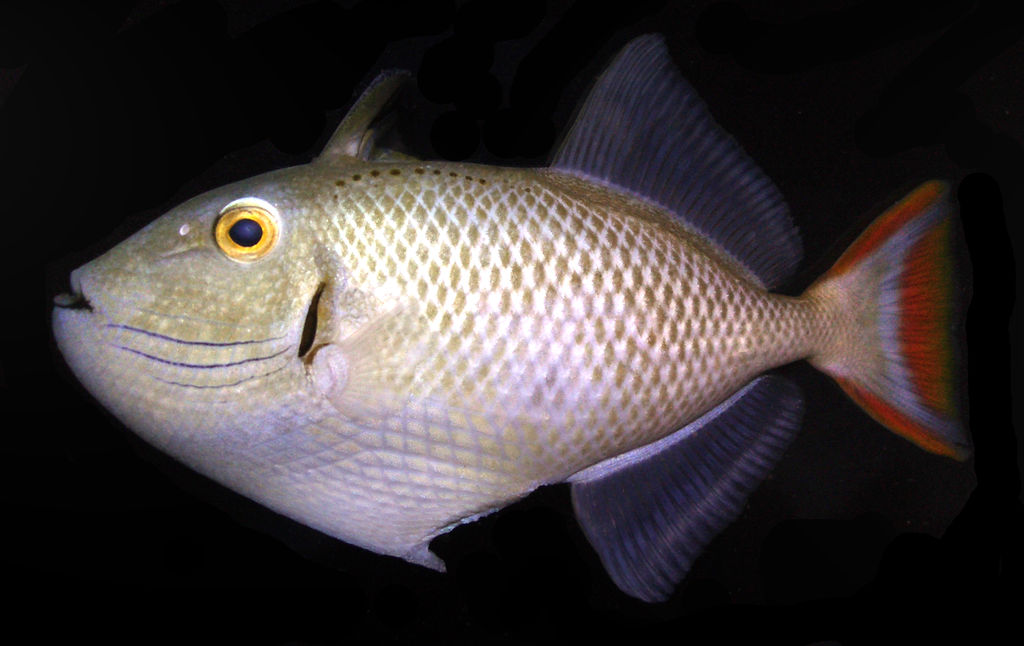
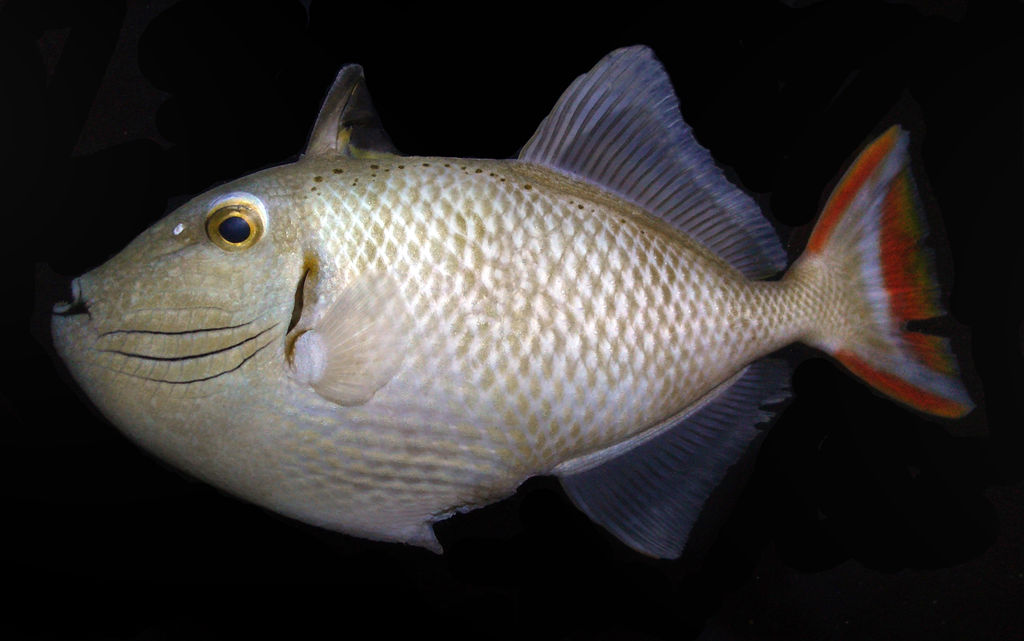
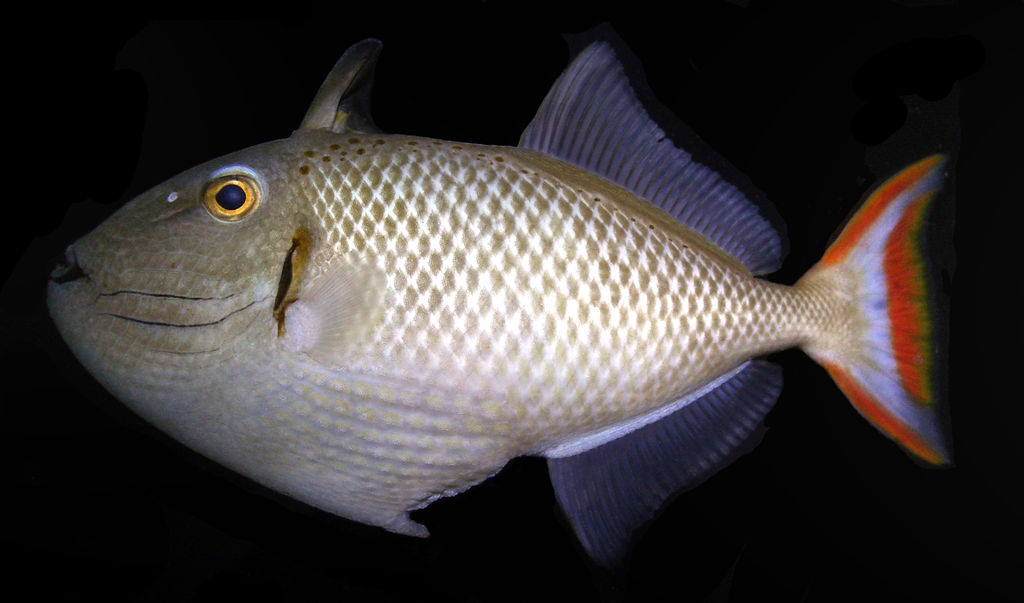